# Autobahn Kuytun–Tacheng
Die Autobahn Kuytun–Tacheng oder Kuita-Autobahn (chinesisch 奎塔高速公路, Pinyin Kuítǎ gāosù gōnglù, englisch Kuita Expressway), im chinesischen Nummerierungssystem G3015, ist eine geplante regionale Autobahn im Autonomen Gebiet Xinjiang im Nordwesten Chinas. Die 365 km lange Autobahn zweigt bei Kuytun von der Autobahn G30 ab und führt in nördlicher Richtung bis Karamay auf der Autobahn G3014. Von dort führt die G3015 über Emin im Kreis Dorbiljin nach Tacheng (Qoqek) an der Grenze zu Kasachstan.